# Long Road to Ruin
Singles de Foo Fighters
The Pretender
(2007) Cheer Up, Boys (Your Make Up Is Running)
(2008)
Long Road to Ruin est le deuxième single du groupe de rock Foo Fighters issu de l'album Echoes, Silence, Patience and Grace sorti en 2007.

## Liste des titres
Toutes les chansons sont écrites et composées par Dave Grohl, Taylor Hawkins, Nate Mendel, Chris Shiflett.
| 1. | Long Road to Ruin | 3:44 |
| 2. | Seda              |      |

| 1. | Long Road to Ruin                                                                   | 3:44 |
| 2. | Keep the Car Running (reprise de Arcade Fire en concert à Brighton le 18 août 2007) |      |
| 3. | Big Me (Concert au Wal-Mart)                                                        |      |
| 4. | Long Road to Ruin (vidéo)                                                           |      |

| 1. | Long Road to Ruin                                                                                 | 3:44 |
| 2. | Holiday in Cambodia (reprise de Dead Kennedys aux MTV Video Music Awards 2007, avec Serj Tankian) |      |

## Classements hebdomadaires
| Classement (2007-2008)                    | Meilleure position |
| ----------------------------------------- | ------------------ |
| Allemagne (GfK Entertainment)             | 79                 |
| Australie (ARIA)                          | 38                 |
| Canada (Canadian Hot 100)                 | 42                 |
| États-Unis (Adult Alternative Songs)      | 21                 |
| États-Unis (Billboard Hot 100)            | 89                 |
| États-Unis (Mainstream Rock Tracks chart) | 2                  |
| États-Unis (Modern Rock Tracks)           | 1                  |
| Nouvelle-Zélande (RMNZ)                   | 21                 |
| Royaume-Uni (UK Singles Chart)            | 35                 |
| Royaume-Uni (UK Rock Chart)               | 1                  |
| Suède (Sverigetopplistan)                 | 23                 |

## Membres du groupe lors de l'enregistrement de la chanson
- Dave Grohl - chant, guitare
- Chris Shiflett - guitare
- Nate Mendel - basse
- Taylor Hawkins - batterie